# Hubert de Besche den äldre
Hubert de Besche den äldre, född 1582 i Liège, Belgien, död 1664 i Tunaberg, Södermanland, var en i Sverige verksam byggmästare.

## Biografi
Hubert de Besche var bror till Gillis de Besche den äldre, inkallades till Sverige av Karl IX och var från 1613 byggmästare på slottet Tre Kronor i Stockholm. 1613–1619 uppförde han Tyska kyrkans torn i Stockholm, vilket förstördes av eld 1878. Han införde i Sverige styckgjutarekonsten och anlade järn- och mässingsverk. 
Hubert och Gillis de Besche startade 1623 Nävekvarns styckebruk.

### Familj
Gift första gången med Maria Roquette von Hegerstern från Languedoc, syster till Claude Roquette som adlades i Sverige med namnet Hägerstierna. Andra hustrun hette Märta Fredricsdotter. I första äktenskapet föddes Gillis de Besche den yngre som adlades i Sverige. I sonens biografi angavs förr att Hubert adlats av kejsar Ferdinand III.